# Pecka-Modelář
PECKA-MODELÁŘ s.r.o. je česká společnost provozující síť modelářských prodejen.

## Historie
Jan Pecka, zakladatel firmy Pecka-Modelář, pracoval v osmdesátých letech jako zástupce vedoucího v největší československé modelářské prodejně Dům techniky mládeže, kde se mimo jiné podílel na občasném dovozu barev a plastikových modelů společnosti Revell. V roce 1990 založil vlastní prodejnu, která se dodnes nachází v ulici Karoliny Světlé v Praze.
V prosinci 1990 uspořádal první ročník soutěže Modely od nás pro plastikové modeláře do 16 let, v porotě zasedli zástupci časopisů L+K, ABC a Historie a plastikové modelářství. Po smrti Jana Pecky dne 13. května 1993 se jedinou majitelkou stala jeho žena Marcela, obchodní činnost řídil Alan Tretera. Po smrti Marcely Peckové, které zemřela 16. března 2009 ve věku 51 let, se jedinými vlastníky firmy se stali její synové Jan a Matěj.